# De baptismo
De baptismo (Über die Taufe), ein um 200 n. Chr. entstandenes Werk des lateinischen Kirchenvaters Tertullian, stellt die erste erhaltene, geschlossene Abhandlung über die Taufe und den ersten sicheren Beleg für die Praxis der Kindertaufe dar. Als Anlass der ursprünglich wohl als an Taufanwärter konzipierten Ansprache wird das Auftreten einer gnostischen Irrlehrerin genannt, gegen die Tertullian die Notwendigkeit der Taufe zur Errettung verteidigt.

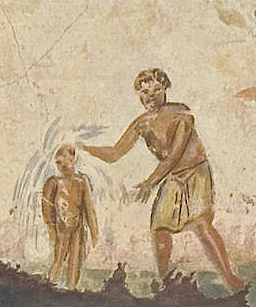
Eine der frühesten Darstellungen einer Taufe in der Calixtus-Katakombe (3. Jh.)

## Textüberlieferung
Der Text von De baptismo liegt uns heute in zwei wesentlichen Fassungen vor: Jahrhundertelang war eine 1545 in Paris von M. Mesnart herausgegebene Edition (B), deren zugrundeliegendes Manuskript verloren gegangen ist, die einzige Textquelle. Dies änderte sich, als Dom Walmart 1916 ein Manuskript aus dem 12. Jh. fand, das womöglich auf eine Sammlung aus dem 5. Jh. zurückgehen könnte und sich einst in Clairvaux befand. Dieser „Codex Trecensis“ (T), der sich seit Längerem in Troyes befindet, hat zwar die Reihenfolge einiger Kapitel getauscht und bricht im 18. Kapitel ab, besitzt aber aufgrund seines höheren Alters die textkritische Priorität vor dem Mesnart-Text, einzelne in (T) semantisch unklare Stellen und den fehlenden Abschnitt ausgenommen.

## Inhalt

### Aufbau
De baptismo lässt sich in drei Teile gliedern:
- In den apologetischen Kapiteln 1–9 verteidigt Tertullian die Notwendigkeit der Taufe und erläutert ihr Wesen
- In den Kapiteln 10–14 wendet er sich exegetischen Streitfragen zu, die von Taufgegnern mithilfe von Schriftzitaten aufgeworfen werden
- In einem ekklesiologischen Schlussteil (15–20) befasst er sich mit der Gültigkeit von Taufen (15–16) und praktischen Fragen (17–20).[3]

### Apologetik der Taufe
Bereits in der Angabe des Themas (1,1) verdeutlicht Tertullian, dass es bei der Taufe nicht um einen von vielen christlichen Riten geht, sondern um das Zentrum christlichen Glaubens, die Sündenvergebung und Erlangung des ewigen Lebens. Entscheidend ist hierfür das von ihm in die lateinische Theologie eingeführte Wort sacramentum, das Tertullian aus dem militärischen Bereich übernommen hat. Von der dortigen Bedeutung als „Fahneneid“ bleibt bei ihm der verpflichtende Charakter des Taufversprechens. Neben dieser eher aktiven schwingt jedoch auch die eher passive Bedeutung von sacramentum als Heilszeichen in de baptismo mit. Adressiert sind vor allem Taufanwärter, aber auch andere Gemeindemitglieder, die nach Gründen für ihren Glauben suchen.
Im 2. Kapitel setzt er an mit einer Lobrede auf das Wasser: Der gnostischen Forderung nach Erlösung durch eine allein geistig zu erlangende Erkenntnis und dem menschlichen Streben nach sichtbarer Bezeugung der göttlichen Macht in prunkvollen und spektakulären Veranstaltungen stellt er die Einfachheit der göttlichen Werke entgegen, die gegensätzlich zu den göttlichen Eigenschaften wirkt. Deshalb bleibt den Ungläubigen die Taufe, die mit gewöhnlichem Wasser und in einer schlichten Zeremonie ohne Pomp stattfindet, zwangsläufig unverständlich.
Dieser allgemeinen Erklärung über die Erkennbarkeit des göttlichen Wirkens, unter Rekurs auf 1 Kor 1,27 , folgt im 3. Kapitel die schöpfungstheologische Begründung für die sakramentale Verwendung des Wassers. Mithilfe der Schöpfungsgeschichte aus Gen 1 führt Tertullian den Altersbeweis, der Wasser als Ursubstanz und daher als würdiges, hervorragendes und geeignetes Element für die Taufe erweisen soll. Durch den Verweis auf das Schweben des göttlichen Geistes über dem Wasser (Gen 1,1) wird bereits hier eine enge Verbindung von Taufe und Heiligem Geist hergestellt. In Analogie zur Abhängigkeit der kosmologischen Ordnung (3,3) und des biologischen Lebens vom Wasser, schenkt das Taufwasser neues, geistliches Leben (3,4). Doch diese Lobrede ist kein Selbstzweck, sondern soll die von der Gnosis bestrittene Identität des Schöpfer- und Erlösergottes begründen sowie die Zusammengehörigkeit der Heiligen Schriften der Juden mit denen der Christen. In den Sakramenten bedient sich dieser Gott der Materie, um das Heil zu erwirken (3,4).
Durch das Schweben des Geistes über den Urwassern ist jegliches Wasser für die Taufe verwendbar (4,1–3). In Anlehnung an die materialistische stoische Physik denkt Tertullian alles Geistige als besonders feine Materie, die festere Materie durchdringen kann. So geschieht die Reinigung des als Einheit von Körper und Geist verstandenen Menschen in der Taufe durch die vom Heiligen Geist verfeinerte Materie des Wassers (4,5).
Im 5. Kapitel grenzt Tertullian die christliche Taufe scharf von den wirkungslosen, teuflisch-imitierenden Ritualbädern heidnischer Kulte (5,1–3) ab. Wie die Dämonen zum Schaden der Menschen auf Gewässern liegen, so heiligt der Engel Gottes das Wasser in der Geschichte vom Betesda-Teich (Joh 5,2–9 ) zum endlich-körperlichen Heil, in der Taufe zum ewig-geistigen (5,5). Diese Gnade Gottes stellt durch die Sündenvergebung in der Taufe die Gottesebenbildlichkeit des Menschen wieder her und schafft dadurch die Voraussetzung für den Empfang des Heiligen Geistes. Nach Mt 28,19  versteht Tertullian die Taufe als Versiegelung im dreieinen Gott (6,1) und die Bürgschaft der drei göttlichen Personen als genügenden Grund der Heilsgewissheit. Die Bezeugung des Glaubens an den dreieinen Gott in den Tauffragen und die Zusage seiner Gegenwart (Mt 18,20 ) rechtfertigt, dass die Kirche im Glaubensbekenntnis, das vor der Taufe erfolgt (6,2), erwähnt wird.

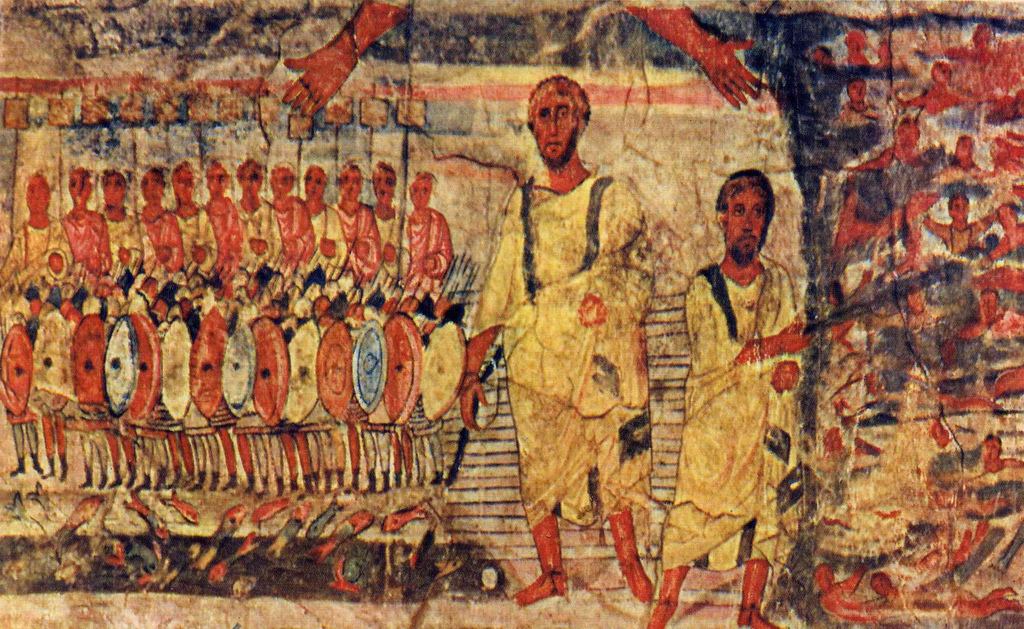
Das Volk Israel durchquert das Schilfmeer, verfolgt von ägyptischen Streitkräften. Fresko aus der Dura Europos Synagoge, um 244–256 n. Chr.

Der postbaptismale leibliche Ritus der Salbung mit geweihtem Öl bewirkt wie die fleischliche Taufe eine spirituelle Läuterung (7,1–2). Dem folgt die ebenfalls aus dem Alten Testament übernommene Handauflegung, durch die der Neophyt den Heiligen Geist empfangen soll. Auch der Taufe Jesu folgte der Heilige Geist. Die Taubengestalt, die er dort annahm (Mk 1,10 ) ist auch in der Sintflutgeschichte (Gen 8,10f.) vorgebildet. Zwar ist die Sintflut „Taufe der Welt“ und die Arche ein Bild für die Kirche (8,4), doch während die nach der Sintflut sündigende Welt dem Verderben anheimgefallen ist, sollen die Getauften die Sünde nicht erneuern, um nicht verloren zu gehen (8,5).
Weitere, die religiöse Eignung des Wassers beweisende, Präfigurationen der Taufe in der Vorzeit sind die Rettung Israels durchs Wasser (Ex 14,21–29) und das Wasserwunder durch Moses in der Wüste (Ex 15,25). Doch auch die Taufe Jesu, die Wasserwandlung in Kana (Joh 2,1–11 ), die Rede am Jakobsbrunnen (Joh 4,5–26 ), Jesu Gehen auf dem Wasser (Mk 6,45–52 ), die Fußwaschung (Joh 13,5 ) und das aus seiner Seite strömende Wasser (Joh 19,34 ) belegen Tertullians Fazit: Christus bleibt nie ohne Wasser („Numquam sine aqua Christus!“).

### Exegetische Streitfragen
Nach dieser schriftbegründeten, systematischen Apologie des Wassers als Medium der Heilszueignung beginnt Tertullian im 10. Kapitel die Besprechung einzelner exegetischer kleinerer Fragen. Die erste betrifft das Wesen der Johannestaufe. Diese sollte zur Buße hinführen und auf die göttliche durch Christus eingesetzte Taufe vorbereiten, die allein Sünden vergeben und den Heiligen Geist gewähren kann (10,1–7).
Als Grund, dass die Taufe vernachlässigbar sei, wurde anscheinend angeführt, dass Jesus nicht selber taufte (Joh 4,2 ). Diesem Einwand begegnet Tertullian zum einen mit dem Vergleich öffentlicher Bekanntmachungen, die im Namen und Auftrag eines Oberen ergehen, der sie aber nicht persönlich durchführen kann (11,1–2). Zum anderen argumentiert er heilsgeschichtlich, dass es bis zum Tod und der Auferstehung Jesu, die allein ewiges Leben durch die Taufe vermitteln (Joh 3,5 ), nur eine Bußtaufe möglich war (11,3–12,1). Der Grundsatz, dass die Taufe zum Heil notwendig sei, sei allerdings nicht so zu verstehen, dass die nur mit der Bußtaufe getauften Apostel des Heils verlustig gingen. Diesen hätte vielmehr das Prärogativ der ersten Erwählung und den rettenden Glauben gehabt (12,1–9).
Gegen den darauffolgenden Einwand, dass wie bei Abraham allein der Glaube ohne Taufe genüge (Gen 15,6) betont Tertullian wiederum die Heilsökonomie: Während vor Passion und Auferstehung Christi der „nackte Glaube“ genügte, ist der Glaubensinhalts danach (durch Geburt, Sterben und Auferstehung Christi) erweitert. Dem entspricht die Versiegelung durch die Taufe, die dem zuvor nackten Glauben als Kleid angelegt wird (13,2). Diese Versiegelung ist durch den Taufbefehl Jesu (Mt 28,19 ) autorisiert und zur notwendigen Folge des Glaubens geworden, wie es auch die Taufe des Apostels Paulus beweist (13,3–4). Dieser hätte doch, wenden die Taufkritiker ein, deutlich geschrieben „denn Christus hat mich nicht gesandt zu taufen“ (1 Kor 1,17 ). Tertullian entkräftet dies durch den Hinweis auf die Situationsbezogenheit der Aussage, die dem Frieden dienen sollte und keine allgemeine Ablehnung der Taufe darstellt, zumal Paulus selber taufte (1 Kor 1,14.16 ). Vielmehr sei hier die zeitliche Priorität der Verkündigung vor der Taufe zu erkennen (14,1–2).

### Ekklesiologische Fragen
Dieser exegetischen Ausarbeitung einer Tauftheologie folgt ab Kapitel 15 die Behandlung einiger kirchlicher und praktischer Fragen. Ausgehend von der Einmaligkeit der Taufe (Eph 4,4–6) bestreitet Tertullian die Gültigkeit der Taufen, die von Häretikern gespendet wurden. Diese würden den wahren Gott und Christus nicht kennen und das Ritual nicht ordnungsgemäß durchführen (15,1–2). Vor dem Missbrauch des Taufwassers muss gewarnt werden, da der einmaligen Sündenvergebung das eine Taufbad entspricht (15,3). Neben der Wassertaufe gibt es die Bluttaufe, die in der Hingabe des eigenen Lebens besteht. Während Jesu Bluttaufe der Wassertaufe ihre errettende Kraft gibt, so erwirkt sie auch Märtyrern, die noch ungetauft oder nach der Taufe wieder sündig geworden waren, das Heil (16,1–2).
Die Kapitel 17–20 betreffen konkrete Regeln und Empfehlungen die Austeilung und den Empfang der Taufe betreffend. In Abhängigkeit von der Autorität des Bischofs dürfen Priester und Diakone und in Notsituationen auch männliche Laien die Taufe spenden (17,1–3). Frauen jedoch dürfen weder lehren noch taufen, da die authentischen Paulusschriften Frauen gebieten in der Gemeinde zu schweigen (1 Kor 14,34f .), im Gegensatz zu der pseudepigraphischen Schrift Acta Pauli et Theclae (17,4–5).
Das 18. Kapitel behandelt Zulassungsbeschränkungen zur Taufe. Die kirchlichen Amtsträger sollen sich, um die Taufe nicht unüberlegt und ungeprüft auszuteilen, bei der Sakramentsspendung an das Wort Jesu aus Mt 7,6 halten „Ihr sollt das Heilige nicht den Hunden geben.“ Die Taufe des Kämmerers durch Philippus (Apg 8,38 ) erfolgte nicht leichtfertig, sondern aufgrund der Anerkennung durch Gott und seines vorangehenden Glaubens (18,2). Auch der Apostel Paulus wurde zwar bald nach seiner Bekehrung getauft, war aber ebenfalls durch Gottes Gunst privilegiert. Der Wunsch, getauft zu werden, kann aus falscher Motivation erfolgen und Taufanwärter sollten daher so gut wie möglich geprüft werden und auch gegebenenfalls abgelehnt werden (18,3). Da diese Prüfung Zeit braucht, ist eine Verzögerung der Taufe sinnvoll, bis die Würde des Taufanwärters je nach Anlage, Charakter und Lebenswandel individuell festgestellt werden kann. Dies gilt insbesondere für Kleinkinder (parvuli), da deren Entwicklung noch unklar ist und (Tauf-)Paten dafür nicht garantieren können, zumal diese selbst eines vorzeitigen Todes sterben und ihrem gegebenen Versprechen nicht treu bleiben können. Tertullian ist nicht gegen die Taufe von älteren, mündigen Kindern, sondern gegen grundsätzliche Säuglings- und Kleinkindertaufen. Allerdings scheint Tertullian eine Ausnahme für Nottaufen in lebensbedrohlichen Situationen zu machen, die wohl auch Säuglingstaufen einschließt („quid enim necesse, si non tam necesse est“), von denen sonst aber nie explizit die Rede ist (18,4).
Neben der freien Gnadenwahl Gottes wurde von den Befürwortern der Kindertaufe wohl vor allem Jesu Aussage über Kinder „wehret ihnen nicht zu mir zu kommen“ (Mt 19,14 ) angeführt und auf die Taufe bezogen. Tertullian lässt dies nur unter der Bedingung intellektueller Reife gelten: „Sie sollen Christen werden, wenn sie Christus kennen können!“ Dann schreibt er Kindern eine unschuldige Altersstufe zu, in der die Sündenvergebung der Taufe noch obsolet ist. Was Kindern im Weltlichen nicht anvertraut wird, steht ihnen auch nicht im Geistlichen zu. Vielmehr müssen sie ein eigenes Verlangen nach dem Heil erkennen lassen (18,5).
Ebenso fordert Tertullian Unverheiratete und frische Witwen auf, mit der Taufe bis zur Klärung ihrer Verhältnisse zu warten. Nicht nur der allgemeinen Unsicherheit, sondern vor allem der sexuellen Versuchung wegen. Er fasst mit dem zum Verständnis seiner Haltung zur Kindertaufe zentralen Satz zusammen: „Wenn irgendwelche das Gewicht der Taufe erkennen, so werden sie ihren Vollzug mehr fürchten als ihren Aufschub. Der (nach der Taufe) unversehrte Glaube ist hinsichtlich des Heils sicher.“ Das kaum überschätzbare Gewicht der Taufe ist die in ihr einmalig gewährte Sündenvergebung, die nach dem Empfang durch Rückfall in Sünde gefährdet ist. Daher ist der heilsnotwendige vollkommene Glaube, der dem Taufversprechen treu bleibt, auf die Zeit nach der Taufe zu beziehen.
In bapt. 19 empfiehlt Tertullian Ostern wegen seiner Beziehung zur Passion und Auferstehung Jesu, welche in der Taufe nachvollzogen werden und Pfingsten wegen der Herabkunft des Heiligen Geistes, die der Taufe folgt, als geeignete Tauftermine (19,1–2). Allerdings unterscheiden sich diese von anderen Tagen nur durch den Grad an Feierlichkeit, nicht an Gnade (19,3).
Im letzten Kapitel richtet sich Tertullian direkt an die Katechumenen und fordert sie auf vor dem Empfang der Taufe durch häufiges, ausdauerndes Beten und Fasten, Sündenbekenntnis und Kampf gegen das Fleisch einen Schutz gegen die sogleich nach der Taufe folgenden Versuchungen zu bauen (20,1). Das Schlafen der Apostel in Gethsemane und die Versuchung Jesu bestätigen die Wichtigkeit des Wachens und Fastens. Die Neophyten dürfen nach der Taufe zum ersten Mal mit ihren Geschwistern innerhalb der „Mutter Kirche“ die Hände heben und um den Empfang des Heiligen Geistes und seiner Charismen beten. Zuletzt bittet er um Fürbitte für den Sünder Tertullian (20,2–5).

## Historischer Kontext
Die karthagische Gemeinde, der Tertullian angehörte, hatte eine älteren Kirchen vergleichbare Ämterstruktur entwickelt und umfasste wohl mehrere tausend Menschen aus unterschiedlichsten Schichten, vom Senatorenstand bis zu Armen, die der Gemeindefürsorge bedürftig waren. Ein corpus permixtum in gesellschaftlicher, finanzieller und wohl auch theologischer Hinsicht: Neben dem Märtyrerbericht Passio Sanctarum Perpetuae et Felicitatis sind Tertullians Schriften Beleg für die Popularität der montanistischen Bewegung in der nordafrikanischen Kirche. Der Montanismus wurde von einem aus Phrygien stammenden Mann namens Montanus gegründet, der behauptete das Instrument des im Johannesevangelium verheißenen Parakleten zu sein. Unter dem Eindruck von Verfolgung trat diese Bewegung für eine Vorbereitung auf die Endzeit durch strenges Fasten, sexuelle Enthaltsamkeit, Verbot der Flucht vor dem Martyrium und Anerkennen des Wirken des Heiligen Geistes durch Visionen und Prophetien ein und fand dafür auch in der oft verfolgten nordafrikanischen Kirche fruchtbaren Boden. Anders als in Kleinasien ist es hier jedoch möglicherweise nicht (sofort) zu einer Abspaltung des Montanismus von der Großkirche gekommen. Er spiegelt den Konflikt einer sich langsam institutionalisierenden Kirche zwischen Geist und Amt, Charisma und Dogma wider.
Die Anhänger des vergleichsweise jungen Glaubens an Jesus Christus lebten in einer sehr diversen religiösen Umwelt, die ihre Gemeinsamkeit jedoch in der Integration verschiedener Elemente und Götter in ihre Kulte hatte. Ein Beispiel dafür sind die oft importierten, sehr populären, zum Teil vom Kaiser geförderten Mysterienkulte. Die Christen hingegen lehnten die Verehrung anderer Götter und alle damit verbundenen Riten, Opfer und Zeremonien sowie den staatstragenden Kaiserkult ab.

## Ablehnung der Kindertaufe
Die in bapt. 18 explizit formulierte Ablehnung der Kindertaufe deckt sich mit einigen grundlegenden Annahmen der in de baptismo zuvor entwickelten Tauftheologie. Bereits der Anlass und die Intention der Schrift widersprechen der Kindertaufe, da sie von der Notwendigkeit der Unterweisung der Taufanwärter ausgehen. Das ganze Katechumeneninstitut in seiner damaligen Form, das auf die Taufe zielt, wäre durch die Kindertaufe infrage gestellt. Tertullian bestimmt das Wesen der Taufe von ihrer Wirkung her, die primär in der Sündenvergebung liegt. Die Einmaligkeit dieser Reinigung erfordert eine gewissenhafte Vorbereitung, die das schwere Gewicht der Taufe begreifen lässt: „Denn einmal gehen wir ins Taufbad, einmal werden die Vergehen abgewaschen, weil diese nicht wiederholt werden dürfen.“ Bei Kindern hingegen ist zu befürchten, dass sie nach ihrer Taufe (wieder) sündigen würden und dadurch aus der Taufgnade fallen. Dabei geht es nicht um alltägliche Sünden, wie auch die Selbstbezeichnung Tertullians als Sünder (20,5) beweist, sondern um schwerwiegende wie Götzendienst, Ehebruch und Glaubensverleugnung. Tertullian geht es also nicht um die Grenze eines bestimmten Alters, die Trennung von Erwachsenen und Kindern oder entwicklungspsychologische Fragen, sondern um die unbedingte Heilsrelevanz der Taufe. Die Kirche hat die Aufgabe möglichst vielen ihrer Glieder zu helfen in der Taufgnade zu bleiben. Daher darf sie Kinder nicht der Gefahr der Heilsverwirkung aussetzen, die ohne vorherige Katechese, die durch Gebet, Fasten und Buße einen standfesten Glauben einübt, groß ist. Andernfalls würde eine Taufe zum Gericht drohen.
Vielleicht noch stärker als die Gegenargumente wiegt für Tertullian das Fehlen des bei späteren Theologen zwingenden positiven Arguments für die Kindertaufe: Die Sündhaftigkeit von Kleinkindern aufgrund der Erbsünde/Ursünde (peccatum originale). Mit einem breiten Strom von Theologen der alten Kirche nimmt er jedoch eine unschuldige Altersstufe an. Eine Taufe von der Sündenvergebung noch nicht bedürfenden Kindern wäre selbstwidersprüchlich. In De anima 39–41 hingegen entwickelt Tertullian eine „Erbsündenlehre“. Hier nennt er jede Seele „sündhaft“ und „unrein“ durch das Urlaster (vitium originale). Entweder Tertullian unterschied zwischen einem Zustand allgemeiner „Erbsünde“ bei persönlicher Unschuld und der Reinwaschung bedürftiger persönlicher Schuld, gewichtete die Argumente anders oder änderte bis zur deutlich späteren Schrift de anima (210/211) seine Meinung und zog dort aber noch nicht die Konsequenz der allgemeinen Kindertaufe.
Durch die Betonung der durch die Taufe garantierten Sündenvergebung haben sich wohl einige Gemeindeglieder in ihrem unmoralischen Verhalten bis zur Taufe beruhigt gefühlt oder die Taufe immer weiter aufgeschoben. Auch Tertullians Aufforderung zur Verzögerung der Taufe in bapt. 18,6 könnte so gelesen werden. Hier sind jedoch nicht die Betroffenen, sondern eher die Amtsträger, die für die Sakramentsausteilung verantwortlich sind (vgl. auch 18,1), angesprochen. In der zeitlich nahen Schrift de paenitentia räumt Tertullian mit diesem Missverständnis auf. In de paenitentia 6 fordert er sich auf der kommenden Sündenvergebung ausruhende Taufanwärter zu Buße und christlichem Lebenswandel auf. Entscheidend ist hier die Vorstellung, dass Katechumenen sich der Taufe würdig erweisen müssen und sie um den Preis eines sündlosen Lebens verdienen. Diese ethischen Anstrengungen sind Kindern offensichtlich unmöglich. Sie können die Taufe, die Gott wie einen Schatz hütet, weder wünschen noch sich um sie bemühen. Zwar gibt es eine von Tertullian widerwillig eingestandene zweite Buße, doch darf diese niemals zur Grundlage persönlichen und kirchlichen Handelns werden, sodass sie eine Kindertaufe nicht rechtfertigen könnte.
Denn für Tertullian ist die zeitliche Priorität des Glaubens, der sich als eine Antwort auf die Verkündigung in der Bekehrung äußert, vor der Taufe entscheidend. Daher ist die Taufe „Siegel des Glaubens“. Auch das im Ablegen der Glaubensregel sichtbare Vertragsverhältnis zwischen Gott und Täuflingen macht unmündigen Kindern, die noch nicht selbst den dreieinen Gott bekennen und sich verpflichten können, die Taufe unmöglich. Ob Tertullian neben dem negativen Aspekt der Taufwirkung, der Sündenvergebung, auch den positiven des Geistempfangs für Kinder undenkbar hielt, muss offenbleiben. Zumindest hätten die postbaptismalen Riten der Salbung, Handauflegung zur Geistmitteilung und Eucharistie eine Anpassung und Umdeutung erfahren müssen. Sie markieren die Initiation des Katechumenen in die Kirche, die Mutter der durch die Taufe verbundenen Geschwister. Dieser Beitritt ist für Tertullian, auch nach eigener Erfahrung, die Folge einer bewussten Entscheidung. Da niemand als Christ geboren wird, kann auch die Taufe, die zum „vollständigen Christen“ macht, nicht ohne den eigenen Wunsch der Täuflinge gegeben werden. Der berühmte Satz aus apologeticum 18,4 „Christen werden zu Christen und nicht als solche geboren“ entspricht dem zentralen Satz aus bapt. 18,5 „sie sollen Christen werden, wenn sie Christus kennen können“: Christsein ist keine familiäre Konvention, sondern verlangt höchste Identifikation, einen veränderten Lebenswandel und große Opferbereitschaft. Damit dem so bleibt, argumentiert Tertullian für die Beibehaltung des Katechumenats und der Prüfung der Taufanwärter. Es scheint, als könnten nach Tertullians intellektualistischem Glaubensverständnis unmündige Menschen keine Christen sein. Doch wäre es falsch von den Einzelfällen auf seine grundsätzliche Haltung zu schließen. Seine Motivation war sicher nicht zu exkludieren, sondern den sittlichen Ernst des christlichen Glaubens zu bewahren. Tertullian fordert also weder Aufschub noch sofortigen Vollzug der Taufe, sondern einen individuell zu bestimmenden Zeitpunkt, an dem das Leben des Anwärters vor der Taufe ein geheiligtes Leben nach der Taufe erwarten lässt. Da die Entwicklung von Kindern unberechenbar ist, wäre ihre Taufe unverantwortlich.
Grundsätzlich kann festgestellt werden, dass Tertullian die Kindertaufe zwar ablehnt, jedoch nie verbietet oder ihre Gültigkeit infrage stellt. Dies entspricht seinem vergleichsweise milden Ton und dem Zugeständnis der Nottaufe. In vielen Kontroversen hat Tertullian mit deutlich mehr ironischem Biss, Verve, Polemik und Aggressivität argumentiert als in der Frage der Kindertaufe. Auch deren Befürworter werden von ihm nicht attackiert, was darauf schließen lässt, dass es sich um einen gemeindeinternen Diskurs handelte. Die Partei der Kindertaufbefürworter wird nicht geringen Einfluss gehabt haben. Das lassen Tertullians vorsichtige Rhetorik und deren von ihm wiedergegebenen theologischen Argumente erkennen. Allerdings wird die Kleinkinder- und Säuglingstaufe wahrscheinlich noch nicht „eingebürgerter Brauch“ gewesen sein. Die ganze Anlage von bapt. 18 lässt weniger eine Minderheitenposition des noch nicht montanistischen Katecheten Tertullian, als eine Umbruchsituation und ein langsames theologisches Umdenken erkennen.

## Nachwirkung
Tertullians ablehnende Haltung gegenüber der Kindertaufe konnte sich nicht durchsetzen. Schon fünfzig Jahre später setzt sich Cyprian als Bischof der karthagischen Kirche für eine Taufe der Neugeborenen am zweiten oder dritten Tag nach ihrer Geburt ein. Auch die von Tertullian konstatierte „unschuldige Altersstufe“ konnte sich unter dem Einfluss der Erbsündenlehre nicht durchsetzen.
Allerdings fand Tertullian in der eigenständigen Behandlung der Taufe viele Nachfolger und wurde so zu einem wichtigen Impulsgeber der Sakramentstheologie. Sein Satz „sie sollen Christen werden, wenn sie Christus kennen können“ kann nach wie vor als prägnante Zusammenfassung einer Glaubenstauftheologie gelten.

## Editionen und Übersetzungen
- TERTULLIAN: De Baptismo Liber. Homily on Baptism. Edited with an Introduction, Translation and Commentary by Ernest Evans, London 1964.
- TERTULLIAN: De baptismo. De oratione. Von der Taufe. Vom Gebet. Übersetzt und eingeleitet von Dietrich Schleyer, FC 76, Turnhout 2006.
- TERTULLIAN: Libros De Patientia. De Baptismo. De Paenitentia. Edidit J. H. Ph. Borleff, SCP 4, Den Haag 1948.